# Волошин, Николай Григорьевич
Никола́й Григо́рьевич Воло́шин (1 января 1927, Кривой Рог — 20 сентября 2000, Нижний Новгород) — советский и российский театральный актёр. Народный артист РСФСР (1981). Лауреат Государственной премии РСФСР имени К. С. Станиславского (1968).

## Биография
Родился 1 января 1927 года в городе Кривой Рог (ныне Днепропетровская область, Украина).
В 1952 году окончил ГИТИС.
В 1952—1955 годах играл в Свердловском театре драмы.
В 1956—1993 годах был актёром Горьковского академического театра драмы имени М. Горького.
Умер 20 сентября 2000 года в Нижнем Новгороде. Похоронен на кладбище «Марьина Роща».

## Творческая деятельность

### Работы в театре
- «Обрыв» И. А. Гончарова — Марк Иванович Волохов
- «Интервенция» Л. И. Славина  — Бродский
- «Дачники» М. Горького — Замыслов
- «Анна Каренина» по Л. Н. Толстому — князь Облонский
- «Джо Келлер и его сыновья» А. Миллера — Джордж Дивер
- «Юпитер смеётся» А. Кронина  — Торогуд
- «На дне» М. Горького  — Сатин
- «Фальшивая монета» М. Горького  — Глинкин
- «Столпы общества» Г. Ибсена — консул Берник
- «Три сестры» А. П. Чехова — Вершинин
- «На горах» П. И. Мельникова-Печерского  — Самоквасов
- «Дети солнца» М. Горького  — Чепурной
- «Чрезвычайный посол» братьев Тур — Чумаков
- «Жаркое лето в Берлине» Д. Кьюсак — Тод Ирвин
- «Дети Ванюшина» С. А. Найдёнова — Константин
- «Враги» М. Горького  — Яков Бардин
- «Иудушка Головлев» по М. Е. Салтыкову-Щедрину — Степан
- «Ретро» А. М. Галина — Чмутин
- «И был день» (Свалка) А. А. Дударева  — Пифагор
- «Мамаша Кураж и её дети» Б. Брехта — Повар
- «Кошка на раскалённой крыше» Т. Уильямса — Большой Па
- «Святая святых» И. П. Друцэ — Кэлин
- «День Победы среди войны» И. Г. Гаручава — Литавры
- «Энергичные люди» В. М. Шукшина — Простой человек
- «Верность» В. Ф. Пановой — Милованов
- «Вечер» А. А. Дударева — Мультик
- «Смотрите, кто пришёл» В. К. Арро — Табунов
- «Круглый стол под абажуром» В. К. Арро — Гудков
- «Кин IV» Г. И. Горина — Лорд Мьюил

### Фильмография
- 1942 — Как закалялась сталь — приятель Лещинского
- 1965 — На завтрашней улице — Эдуард Николаевич Заприводин, начальник основных сооружений строительства электростанции
- 1987 — Жменяки — эпизод
- 1988 — Хлеб — имя существительное — Михаил Аверьянович Харламов
- 1990 — А в России опять окаянные дни — Михаил Георгиевич
- 1990 — Семья вурдалаков — Яков, умерший старик, ставший вурдалаком
- 1990 — Украинская вендетта — дед Илько

## Награды
- заслуженный артист РСФСР (21 мая 1968);
- народный артист РСФСР (21 октября 1981);
- Государственная премия РСФСР имени К. С. Станиславского — за роль Сатина в спектакле «На дне» М. Горького (1968);
- орден «Знак Почёта»;
- медали.